# كأس تونس للكرة الطائرة للرجال 1976–77
كأس تونس للكرة الطائرة للرجال 1976-1977 هو الموسم رقم 21 من كأس تونس للكرة الطائرة للرجال.

فاز بهذا الموسم النادي الرياضي الصفاقسي.

## روابط خارجية
- الموقع الرسمي للجامعة التونسية للكرة الطائرة.